# 王再生
王再生（1939年—），曾用名王特生，男，汉族，江西永修人，中华人民共和国政治人物。曾任电子工业部第十二研究所高级工程师。第八届全国政协委员。